# スタンレイカリス
スタンレイカリス（Stanleycaris、またはスタンレーカリス）は、約5億年前のカンブリア紀に生息したラディオドンタ類の節足動物の一属。熊手状の前部付属肢に顎のような棘をもつ。主にカナダの Stanleycaris hirpex によって知られ、後にアメリカや中国にも化石が見つかっている。

## 名称
学名「Stanleycaris」は、本属の化石標本の産地の1つであるスタンレー氷河（Stanley Glacier）と、ラテン語の「caris」（エビ/カニを意味し、水生節足動物に常用される接尾辞）の合成語である。タイプ種の種小名「hirpex」はラテン語で「大きな熊手」を意味し、本種の熊手状の前部付属肢に因んで名づけられた。

## 化石と発見

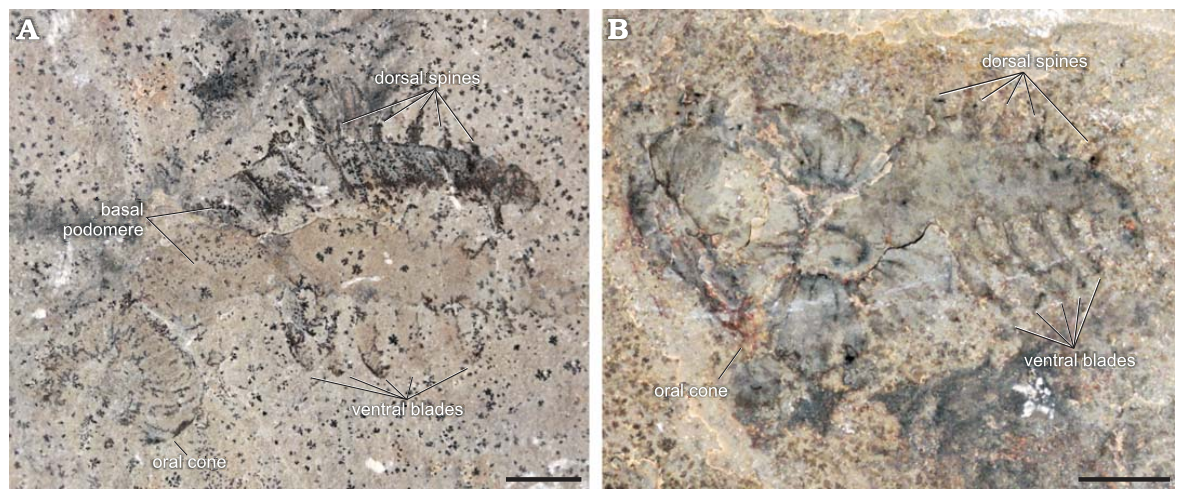
"thin" Stephen Formation 産の S. hirpex の単離した前部付属肢と歯の化石標本（パラタイプ、ロイヤルオンタリオ博物館所蔵）

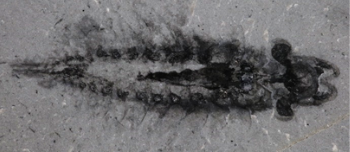
スタンレイカリスの全身化石

2020年代以前、スタンレイカリスは全身が解明されておらず、カナダブリティッシュコロンビア州の堆積累層 "thin" Stephen Formation のスタンレー氷河と、アメリカユタ州の Wheeler Formation から産出した単離な頭部構造（主に前部付属肢と歯）の化石標本のみによって知られていた。また、最初では Caron et al. 2010 に命名されたが、その記載は補足資料のみに載せされ、国際動物命名規約の条項では無効のため、Pates et al. 2018 で改めて有効の記載をなされていた。
カナダブリティッシュコロンビア州の "thick" Stephen Formation、いわゆるバージェス頁岩では数多く（2022年時点で268点）の化石標本が見つかり、そのほとんどが1980-1990年代で採集された全身化石であるが、 S. hirpex だと判明し、研究結果を公表されるのは2020年代からである。これらの全身化石のうち84点が内部構造（主に中枢神経系、消化系と血体腔）まで良好に保存されており、知られる中で最も完全なラディオドンタ類の化石として評価される。これはラディオドンタ類の体制や発育様式、そして節足動物のステムグループ（絶滅した基部系統群）の進化に重要な情報を与えていた（詳細はラディオドンタ類#基本体制の解釈、ラディオドンタ類#神経系、ラディオドンタ類#前部付属肢の対応関係、およびラディオドンタ類#節足動物の基部系統を示唆する指標を参照）。
S. hirpex の化石標本のうち、Stephen Formation 産のものはほとんどがカナダオンタリオ州のロイヤルオンタリオ博物館（Royal Ontario Museum）に、ごく一部がアメリカワシントン特別区の国立自然史博物館（National Museum of Natural History）に、Wheeler Formation 産のものはアメリカカンザス州のカンザス大学自然史博物館（University of Kansas Natural History Museum）に所蔵される。

## 形態

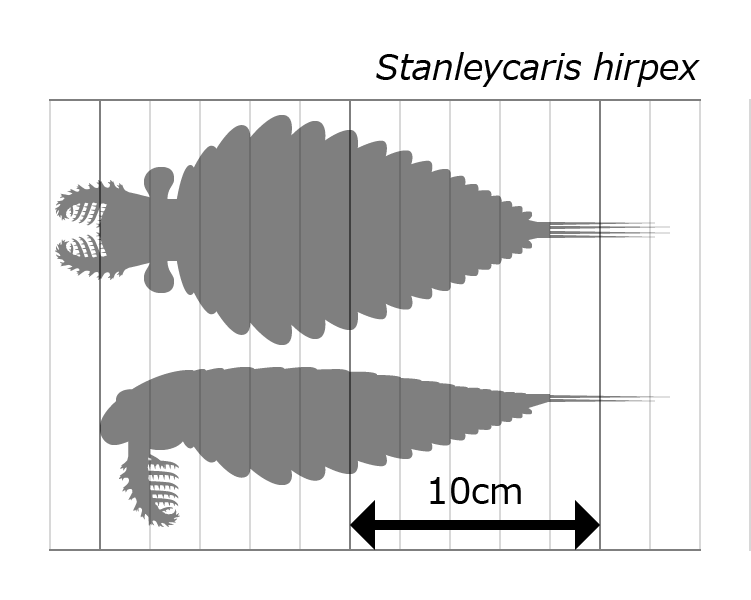
スタンレイカリスのサイズ推定

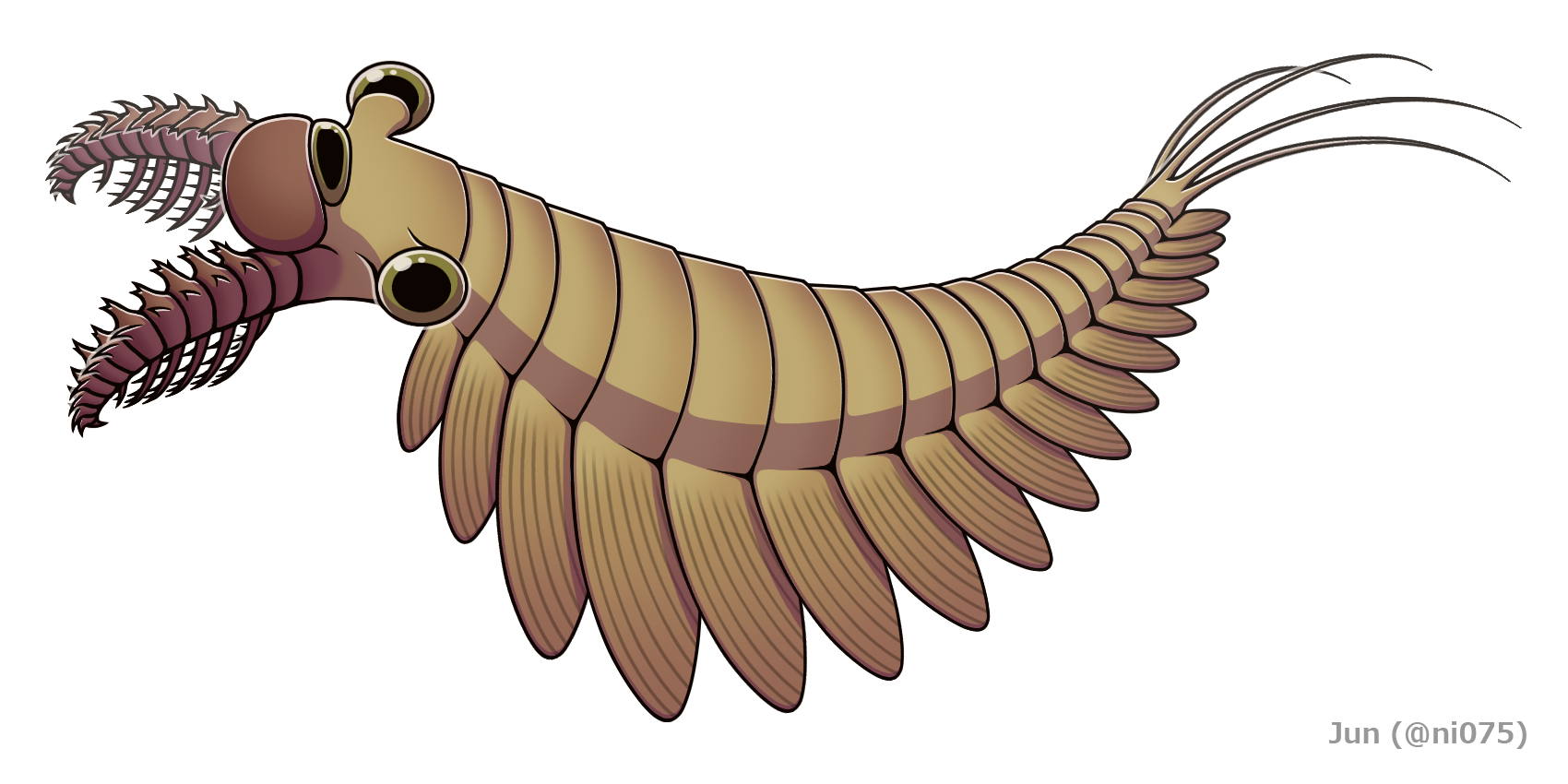
Stanleycaris hirpex の全身復元図

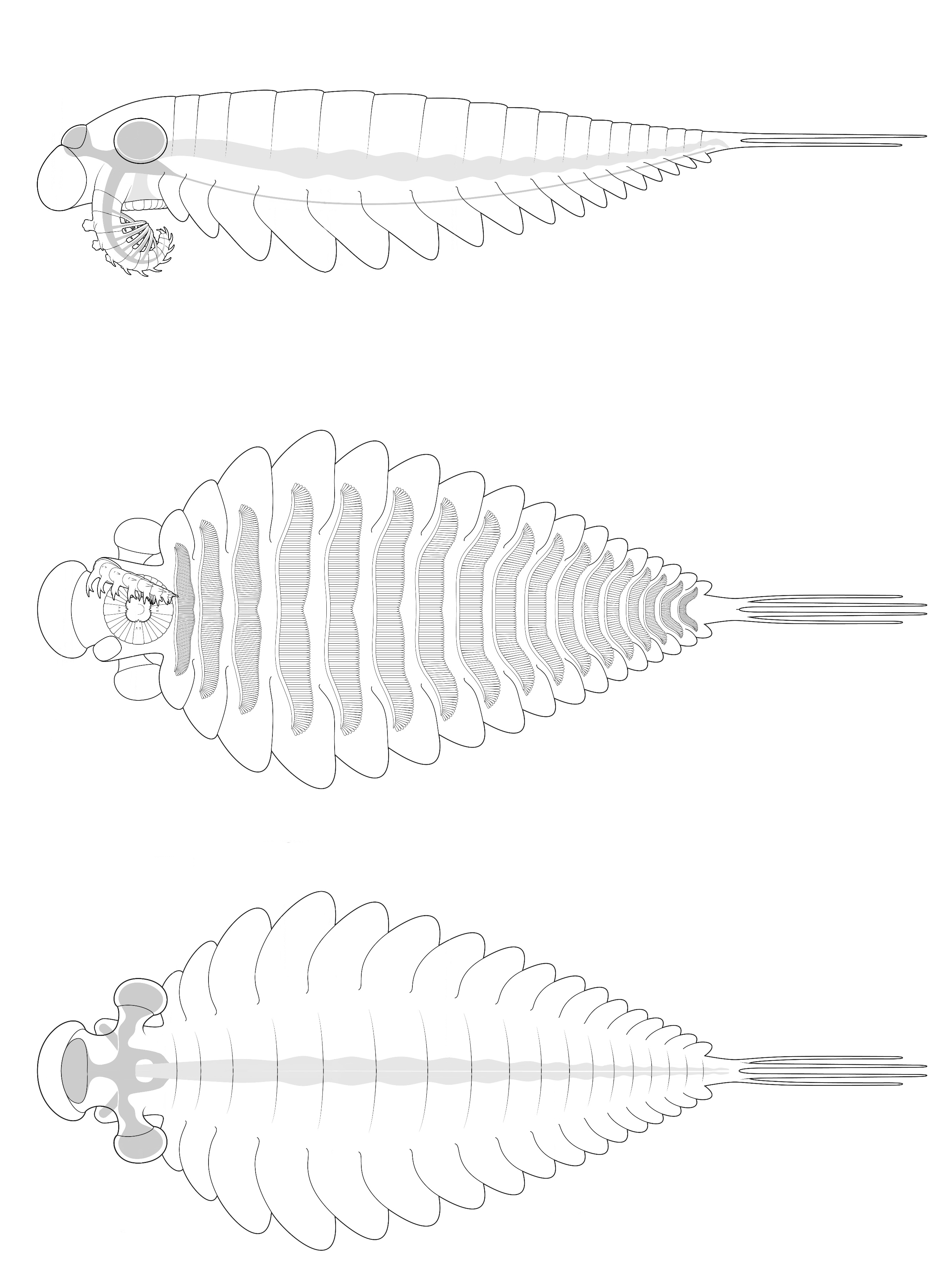
S. hirpex の三面図

知られる全身化石標本は付属肢や尾部を除いて体長1cmから8.3cm程度（そのうち多くが5cm以下）で、最大の単離した前部付属肢（約3cm）から推算しても20cm未満（約18cm）の小型ラディオドンタ類である。熊手状の前部付属肢と流線型の体という、フルディア科とそれ以外のラディオドンタ類の特徴を兼ね備えている。前部付属肢の内側に発達した顎のような棘が本属最大の特徴である。前部付属肢と甲皮以外の特徴は S. hirpex のみによって知られている（特記しない限り、ラディオドンタ類全般に概ね共通する内部構造についてはラディオドンタ類#内部構造を参照）。

### 頭部
頭部は小さく、体長の約15%を占める。他のラディオドンタ類と同様、前背面には1枚の甲皮（preocular sclerite, anterior sclerite, H-element）、両前端には1対の前部付属肢（後述）、左右には1対の複眼（側眼 lateral eye）、腹面には放射状の歯に囲まれた口（後述）をもつ。複眼は眼柄に突出し、1,000個以上の個眼があると推測される。前背面の甲皮はドーム状の楕円形で頭部の正面に突出し、後縁はやや凹む。この甲皮の直後には大きな中眼（median eye）が1つあり、前述の側眼とあわせて計3つの眼をもつとなる。なお S. hirpex の場合、ラディオドンタ類として一般的な左右の甲皮（lateral sclerite, P-element）はどの全身化石にも見当たららず、退化消失したと考えられる。

#### 前部付属肢
前部付属肢（frontal appendage）は熊手に似た形で頭部の両前端から突出し、複雑な立体構造をもつ。そのため、平面的に保存された化石では必ず一部の特徴が観察しにくくなり、それぞれ別の向きで保存された複数の化石標本を統合して全体像を復元される。
前部付属肢は14節からなり、先端側ほど強く湾曲する。一般的なフルディア科の種類に比べて可動域が高く、通常では直後の口に向けて折り曲げるが、正面に向くほど反り上げることもある。第1肢節は最も太く、往々にして異なった形で保存されたため、他の肢節より柔軟であったと考えられる。第2-7節のそれぞれの腹側には、前縁に平行した数本の分岐（auxiliary spine）が生えた、内側に向けて湾曲したブレード状の内突起（endite）をもつ。
内突起以外にも、前部付属肢は第3-13節にかけて、外側に鉤爪状の棘（outer spine）と、本属最大の特徴である、内側に向けて突き出した顎のような棘（gnathite）という2列の突起が背側に走る。内側の棘はほとんどが頑丈な二叉状もしくは三叉状に発達しており、左右あわせると節足動物の大顎や顎基に似た構造となっている。この内側の棘は、フルディア科以外のラディオドンタ類に見られるような、腹側で対になる内突起のうち内側の列から上向きに変化したものだと考えられる。最終（第14）肢節は単調な鉤爪状。
ラディオドンタ類の中で、前部付属肢にこれほど多様な突起を兼ね備えるのは特異で、似た例はペイトイアとそれに類する未命名種（cf. Peytoia）のみ挙げられる。

#### 口と歯

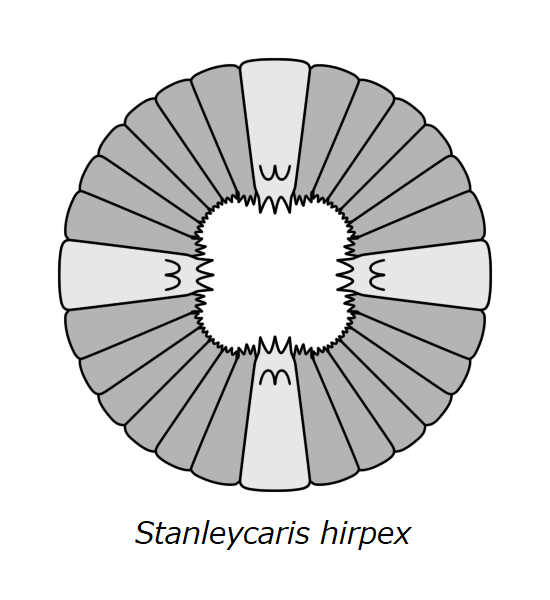
スタンレイカリスの口と歯

前部付属肢の直後、頭部の腹面にある円盤状の口と歯（oral cone）は大きく、直径が頭部長の75%を占めるほどである。フルディア科において典型的な十字放射状（ペイトイア型）、すなわち十字方向にある4枚の歯が特に発達したが、四隅のそれぞれの小さな歯は7枚ではなく6枚のため、歯の総数は28枚で、同科の別属に見られるような32枚ではない。全ての歯は内縁に三本の棘をもち、発達した4枚の歯はそれぞれの内縁直前に1対の隆起をもつ。口の奥はフルディアとカンブロラスターに見られるような多重構造はない。

### 胴部
胴部は縦に長く、鰓らしき構造体（setal blade, lamella）と鰭（ひれ、flap）を兼ね備える胴節を12から17節もつ。第4胴節で最も幅広く、そこから前後に向けて次第幅狭くなる。鰭は各胴節の両腹面から突出した三角形で、先端まで伸ばした脈のような内部構造は化石標本で稀に見られる。各胴節の前縁に沿って並んだ setal blades は左右に分かれておらず、腹面にあったと考えられる。最終胴節の末端に続く尾部は2対の長い尾毛をもつ。中腸は知られる多くのラディオドンタ類と異なり対になる消化腺 (digestive gland) はないが、中腸自体は体節ごとに膨らみを繰り返し、その皴状の顕微構造は消化腺のものによく似ている。

## 発育
S. hirpex の数多くの化石標本には大きさに応じた胴節数や各部位の比率の変化（アロメトリー）が見られ、これは（ラディオドンタ類全般に当てはまる可能性があるが）少なくとも本種の発育様式（変態）を表した性質だと考えられる。これによると、スタンレイカリスは半増節変態（hemianamorphosis）であり、体長約1cmの幼い幼体は12胴節だけをもち、成長（脱皮）に連れてそれが増えていくが、体長2cm以上の17胴節に達すると、これ以上成長しても胴節数がそのままである。成長するほど体長に対して甲皮と首の横幅が広く、鰭が長く、眼が小さくなるというアロメトリーが認められ、本種の幼体段階における視覚の重要性をも示唆している。

## 生態

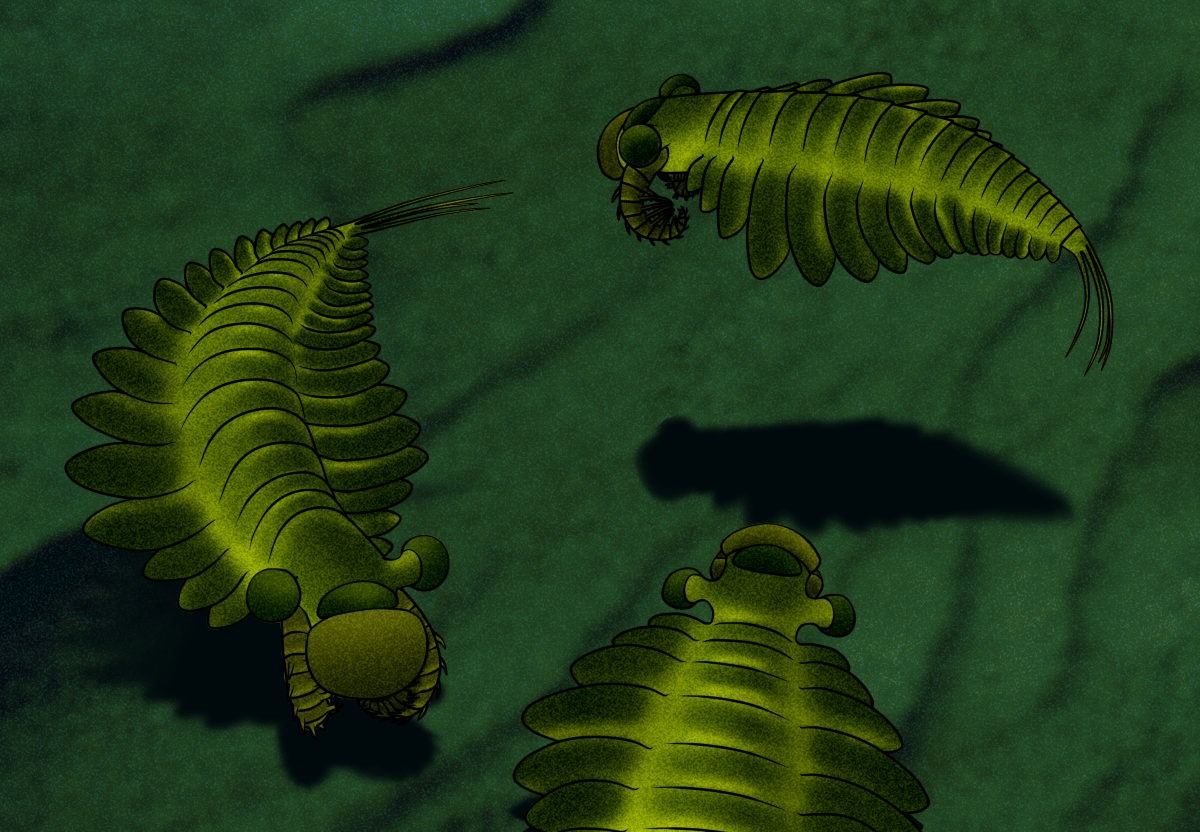
海底を泳ぐスタンレイカリスの群れの生態復元図

スタンレイカリスは遊泳性の捕食者であり、大きな眼・流線型な体・発達した鰭がもたらす優れた視力と機動性を利して、一般的なフルディア科の種類より活動的な捕食をし、獲物を追い込むことができたと考えられる。また、小型で前部付属肢の棘もやや華奢のため、本属の主食は柔らかい小動物であったと推測される。
本属の前部付属肢は多様な構造をもつことにより、摂食の際には篩い分け・捕獲・咀嚼など、様々な機能を果たしていたと推測される。平行した分岐を有する長い内突起は多くのフルディア科の種類（例えばフルディアとカンブロラスター）と同様、堆積物から底生生物を篩い分けるのに適したとされるが、（アノマロカリス科とアンプレクトベルア科のように）活動的な捕食に適した能動的な肢節や鉤爪状の棘と、（カリョシントリプスと他の節足動物の大顎/顎基のように）咀嚼に適した内側の棘もあるため、そのような摂食行動にも向いていたと考えられる。特に内側の三叉状の棘が一部の甲殻類（例えば捕食性のカイアシ類）の大顎にも似て、収斂進化の一例として挙げられる。
他の一部のラディオドンタ類（例えばカンブロラスター）と同様、スタンレイカリスの脱皮殻と思われる化石はしばしば群れの状態で保存されており、集団で脱皮を行う習性をもつことが示唆される。また、脱皮殻と思われる化石は頭部組織が常に解離した状態で保存されることから、脱皮の際の割れ目は頭部と胴部の境目に当たると考えられる。

## 分類
スタンレイカリスはフルディア、ペイトイアなどと共にフルディア科（Hurdiidae）に分類されるラディオドンタ類である。なお、本属は本科の決定的な特徴（前部付属肢の5本の同規的なブレード状の内突起）だけでなく、アノマロカリス科とアンプレクトベルア科に似た特徴（小さな頭部と甲皮・流線型な体・前部付属肢先端の鉤爪状の棘）も兼ね備えることにより、アノマロカリス科・アンプレクトベルア科の系統と派生的なフルディア科の系統の中間形態を表したと考えられる。
2010年代の系統解析では、スタンレイカリスは一般にフルディアに近縁とされてきたが、前述の複合的な構造に基づいた2020年代以降の系統解析では、本属はむしろフルディア科の中で基盤的な属とされる。これにより、アノマロカリス科とアンプレクトベルア科に見られる小さな頭部と甲皮、流線型な体と前部付属肢先端の鉤爪状の棘は、体型が丈夫で頭部と甲皮が大きく、前部付属肢の先端が退化的なフルディア科の派生的な系統で失ったラディオドンタ類の祖先形質であることも示唆される。

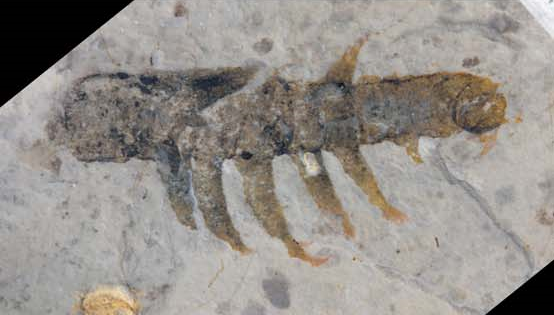
Wheeler Formationで見つかり、かつてアイシェアイアと誤解釈されたスタンレイカリスの前部付属肢化石標本 KUMIP 153923

2024年現在、スタンレイカリス（スタンレイカリス属 Stanleycaris）には次の2種が正式に命名される。
- Stanleycaris hirpex Pates, Daley & Ortega-Hernández, 2018 [2]
(ex Caron et al., 2010 [3])

本属の模式種（タイプ種）。前部付属肢の内突起は細く隆起線がある。第2節のものは該当肢節の高さと同じほど長く、やや前方に傾いており、分岐は3本。第3-7節のものはほぼ同形で最も発達しており（長さは該当肢節の高さの約1.7倍）、分岐は4-6本で最も多い。第9節のものは最も短く（長さは第7節のものの半分）、分岐は2本で最も少ない。
カナダブリティッシュコロンビア州の堆積累層 Stephen Formation（ウリューアン期）に分布し、バージェス動物群に属する。
- Stanleycaris qingjiangensis  Wu et al., 2024b [4]

内突起は比較的幅広く、分岐は密集して7本に達する。第9節に内突起はない。前部付属肢と左右の甲皮と思われる部分のみ知られている。
中国湖北省のQingjiang biota（カンブリア紀第三期）に属する。
それ以外では、アメリカユタ州の Wheeler Formation（ドラミアン期）で見つかった本属の未命名の化石標本がある。そのうち標本 KUMIP 153923 はかつて Robison 1985 に葉足動物アイシェアイアの1種 Aysheaia prolata として記載されたが、Pates et al. 2017 の再検証により、本属の前部付属肢の見間違だと判明した。